# Zongor József
Zongor József (Nyitra, 1851. március 11. – Nyitra, 1902. június 12.) katolikus lelkész, nyitrai főgimnáziumi tanár, nyitrai plébános, alesperes, szentszéki ülnök.

## Élete
Szülei Zongor László hajdú és Prochaczka Mária voltak.
A nyitrai piaristáknál tanult ösztöndíjjal, s 1870-ben ott érettségizett. Miután Nyitrán elvégezte a teológiát is 1874-ben szentelték föl. 1875-1878 között Csáporon szolgált lelkészként. 1879-től a Nyitrai Piarista Gimnáziumban oktatott, ahol többek között a „Dugonics“ önképzőkör körvezetője, a Szent Ágoston Egyesület alapító, rendes és választmányi tagja és könyvtárnok is volt. Természetrajzot, német és magyar nyelvet, illetve görögpótló magyart tanított. 
1888-ban Palugyay püspök alapítványából megalakult a nyitrai kisszeminárium, melynek tanulmányi felügyelője lett. 1895-ben Dudek Jánossal megalapította a nyitrai katolikus polgári leányiskolát, amely már a következő évben katolikus felsőbb leányiskolává alakult, s ennek első igazgatója volt 1900-ig. A nyitrai római katolikus iskolaszék elnöke lett.
1898-ban plébánossá nevezték ki. 1899-ben a Nyitra Vármegyei Múzeum első múzeumi bizottságának tagja lett. 1900-ban szélhűdés érte. Venczell Ferenc választott püspök végezte a gyászszertartást.
Ajándékának köszönhető hogy a nyitrai egyházmegyei könyvtárba került a Nyitra-Káptalan-utcai bírósági jegyzőkönyve (1698-1796).

## Művei
A nyitrai főgimnázium értesítőjében közölt cikkeket:
- 1879 Az ammonitek élete.
- 1879 A numismatica elemei, ismertetve a nyitrai rk. főgymn. éremgyűjteményén. Nyitra (Kézirat)
- 1882 Vörösmarty Marót bánja.
- 1883 Főgymnasiumi éremgyüjteményünk ismertetése.
- 1887 A kávéról. Természetrajzi felolvasás. Nyitra (Kézirat)